# Bahnhof Sandling

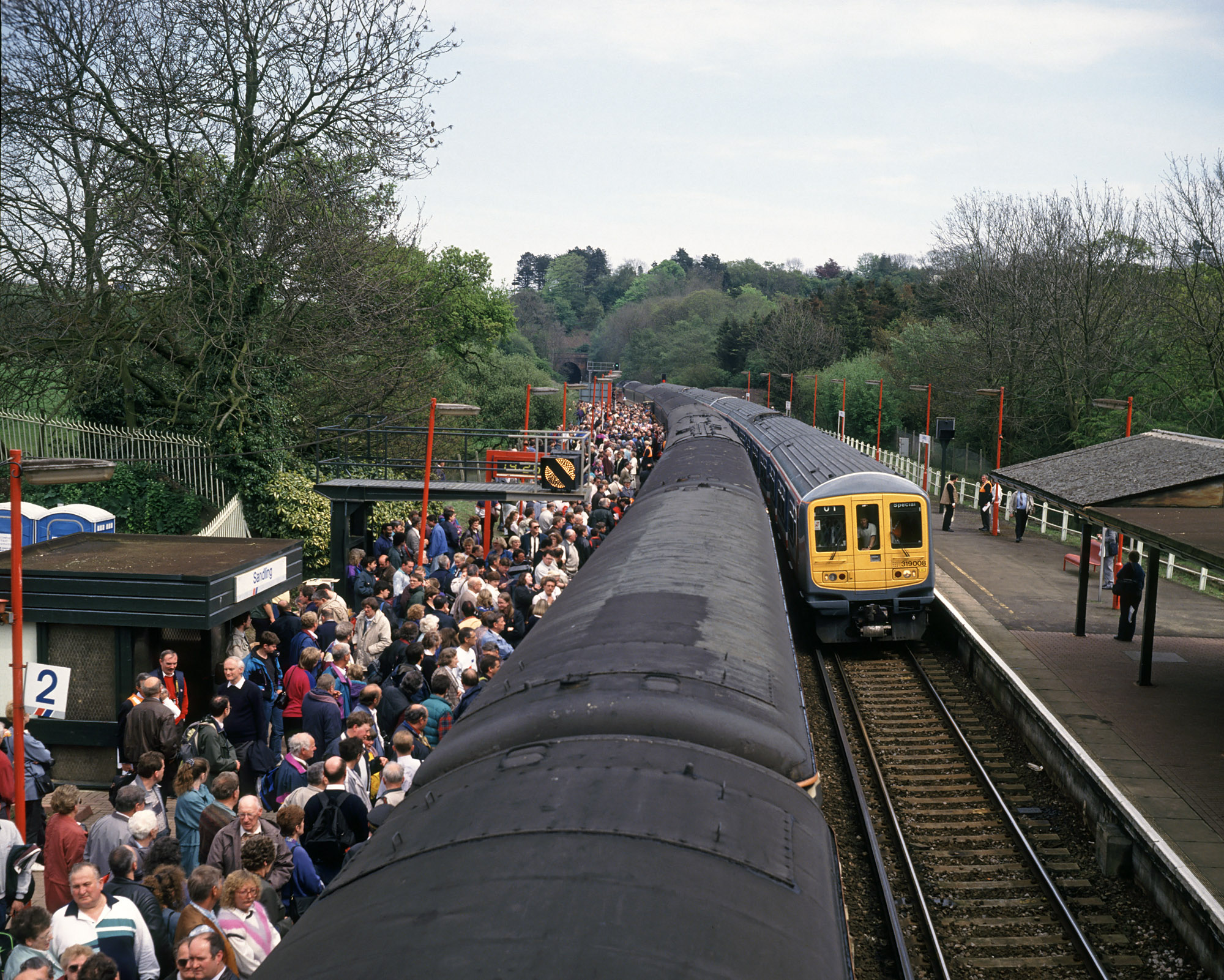
Am 7. Mai 1994 war Sandling der Startpunkt für Besichtigungen des Kanaltunnels in Elektrotriebzügen der Klasse 319

Der Bahnhof Sandling liegt an der South Eastern Main Line, früher zweigte hier die Sandgate Branch ab. Er ist der nächste Normalspurbahnhof zu Hythe.
Im Jahre 1960 wurde dem Bahnhof ein Camping Coach, umgebaut aus einem Pullman-Wagen, zugewiesen, er war mit einer Küche, zwei Schlafkabinen und einem Raum mit zwei Einzelbetten ausgestattet.
Ursprünglich hieß der Bahnhof Sandling Junction (Abzweig) und hatte vier Bahnsteiggleise. Ein Bahnsteiggleis wurde geschlossen, als die Strecke nach Sandgate 1931 nach Hythe gekürzt wurde. Als die Strecke 1951 endgültig geschlossen wurde, wurde ein zweites geschlossen. Anschließend wurde der Bahnhof zu Sandling for Hythe umbenannt.

## Verbindungen (Stand Dezember 2016)
Die Züge verkehren außerhalb der Hauptverkehrszeiten in der Regel so:
- ein Zug pro Stunde nach London Charing Cross
- ein Zug pro Stunde nach Dover[2]